# Tu viện Benedictine ở Hronský Beňadik
Tu viện Benedictine ở Hronský Beňadik (tiếng Slovakia: Benediktínsky kláštor v Hronskom Beňadiku) là một tập hợp các tòa nhà thiêng liêng kiên cố tọa lạc ở chân đồi phía nam của Pohronský Inovec trong thung lũng sông Hron, thuộc địa phận làng Hronský Beňadik, vùng Banská Bystrica, Slovakia. Ngày 15 tháng 5 năm 1963, tu viện này được ghi danh vào Danh sách Di tích Trung ương theo quyết định của Bộ Văn hóa Cộng hòa Slovakia. Năm 1970, theo Nghị quyết của Chủ tịch Hội đồng Quốc gia Slovakia, tu viện Benedictine ở Hronský Beňadik được công nhận là di tích văn hóa quốc gia. Tu viện cũng được ghi nhận là một trong bảy kỳ quan của vùng tự quản Banská Bystrica vào năm 2011.

## Lịch sử
Tu viện Benedictine ở Hronský Beňadik được thánh hiến vào năm 1075 với sự hiện diện của người sáng lập tu viện là Vua Gejz I của Hungary. Việc xây dựng khu phức hợp ngày nay diễn ra từ năm 1345 đến năm 1350 (một số nguồn khác ghi là từ năm 1346 đến năm 1375), dưới thời trị vì của Vua Louis I Đại đế.
Sau lần tái thiết trong giai đoạn 1565 - 1588, tòa nhà tu viện trở thành một phần của hệ thống pháo đài bảo vệ miền trung Slovakia, vào năm 1663, tu viện còn trực tiếp là pháo đài biên giới trong thời gian Thổ Nhĩ Kỳ chiếm đóng Levíce.